# Pravind Jugnauth
Pravind Kumar Jugnauth, (Vacoas-Phoenix, 1961. december 25. - ) mauritiusi államférfi, 2017. január 23-a óta a Mauritiusi Köztársaság miniszterelnöke. A Harcos Szocialista Mozgalom (franciául: Mouvement Socialiste Militant, angolul: Militant Socialist Movement) más néven MSM vezetője. Számos miniszteri tárcát töltött be, és volt az ellenzék vezetője is. Indiai felmenőkkel rendelkezik. 

## Életrajz
A Vacoas-Phoenixben található Glen Park általános iskolájába járt, később középiskolai tanulmányait a Royal College of Curepipe -ben végezte.
A Buckinghami Egyetemen és az Aix-Marseille Egyetemen szerzett jogi diplomát. Miután 1987-ben belépett az MSM-be,1996-ban Vacoas-Phoenix település önkormányzati képviselőjévé választották.
A 2010-es mauritiusi parlamenti választásokat követően lett miniszterelnök-helyettes.
2014 szeptemberében őt nevezték ki ellenzéki vezérének Paul Bérenger helyére, majd ugyanezen év decemberében Sir Anerood Jugnauth kormányában technológiai miniszterré nevezték ki. 2016-ban ismét pénzügyminiszter lett.
2017. január 23-án pártja, az MSM őt választotta az Országgyűlés élére. Ez arra késztette a kormánykoalíciós partnert, a Parti Mauricien Social Démocrate-ot, hogy kilépjen a kormányból és csatlakozzon az ellenzékhez. Az Alliance Lepep pártkoalíció mandátumának második felében - tehát egészen a 2019 novemberében tartott általános választásokig - már Mauritius miniszterelnökeként szolgálat.
Az Alliance Morisien (az MSM-ML-MAG pártok koalíciója) 2019-es általános választásokon aratott győzelmét követően újabb ötéves mandátumra miniszterelnökké választották.

## Fordítás
- Ez a szócikk részben vagy egészben  a   Pravind Jugnauth című francia Wikipédia-szócikk ezen változatának fordításán alapul.  Az eredeti cikk szerkesztőit annak laptörténete sorolja fel. Ez a jelzés csupán a megfogalmazás eredetét és a szerzői jogokat jelzi, nem szolgál a cikkben szereplő információk forrásmegjelöléseként.